# Nightbitch
Nightbitch é um filme de comédia de terror estadunidense de 2024 escrito e dirigido por Marielle Heller, baseado no romance de 2021 de Rachel Yoder. É estrelado por Amy Adams no papel principal ao lado de Scoot McNairy, Arleigh Patrick Snowden, Emmett James Snowden, Zoë Chao, Mary Holland, Ella Thomas, Archana Rajan e Jessica Harper em papéis coadjuvantes.
Nightbitch estreou no Festival Internacional de Cinema de Toronto de 2024, em 7 de setembro de 2024, e foi lançado nos cinemas nos Estados Unidos pela Searchlight Pictures em 6 de dezembro de 2024.

## Premissa
O filme conta uma história no estilo realismo mágico de uma dona de casa que às vezes se transforma num cão.

## Elenco
- Amy Adams como Mãe
- Scoot McNairy como Marido
- Arleigh Snowden e Emmett Snowden como Filho
- Zoë Chao como Jen
- Mary Holland como Miriam
- Ella Thomas como Naya
- Archana Rajan como Liz
- Jessica Harper como Norma
- Adrienne Rose White como Sally
- Roslyn Gentle
- Stacey Swift
- Darius De La Cruz

## Produção

### Desenvolvimento
Em julho de 2020, a Annapurna Pictures adquiriu os direitos do filme Nightbitch, então inédito, escrito por Rachel Yoder, com Amy Adams contratada para estrelar e produzir. Stacy O'Neil, da produtora Bond Group Entertainment de Adams, coproduzirá o filme ao lado de Megan Ellison, Sue Naegle e Sammy Scher, enquanto Yoder atuaria como produtora executiva. A cineasta de Can You Ever Forgive Me? Marielle Heller, se conectou com o romance de Yoder e começou a desenvolver silenciosamente o filme ao lado de Adams durante a pandemia de COVID-19.

### Pré-produção
Em março de 2022, as filmagens estavam programadas para começar no outono daquele ano. Em maio, a Searchlight Pictures adquiriu os direitos de distribuição da Annapurna por US$ 25 milhões, vencendo cinco outros licitantes. Nessa época, o envolvimento de Heller foi oficialmente confirmado. Christina Oh, Adam Paulsen e Heller embarcaram no filme como produtores, enquanto Scher mudou para produtor executivo com Havilah Brewster. Em 27 de junho de 2022, Scoot McNairy se juntou ao filme.

### Filmagem
A produção estava prevista para começar em setembro de 2022 em Los Angeles. Começou em outubro de 2022, com o anúncio de que Ella Thomas havia se juntado ao elenco. Em 21 de outubro de 2022, Mary Holland se juntou ao elenco. Zoë Chao também foi confirmada no elenco.

## Lançamento
Nightbitch foi originalmente programado para ser lançado no Hulu, mas foi posteriormente anunciado para um lançamento nos cinemas pela Searchlight Pictures para 6 de dezembro de 2024. Estreou no Festival Internacional de Cinema de Toronto em 7 de setembro de 2024.

### Resposta crítica
No site agregador de críticas Rotten Tomatoes, 64% das 44 avaliações dos críticos são positivas, com uma classificação média de 6/10. O Metacritic, que usa uma média ponderada, atribuiu ao filme uma pontuação de 62 em 100, com base em 16 críticos, indicando avaliações "geralmente favoráveis".

## Prêmios e indicações
| Associações                                 | Data da cerimônia     | Categoria         | Nomeações       | Resultado |
| ------------------------------------------- | --------------------- | ----------------- | --------------- | --------- |
| Festival de Cinema de Sitges                | 13 de outubro de 2024 | Melhor Filme      | Nightbitch      | Pendente  |
| Montclair Film Festival                     | 27 de outubro de 2024 | Prêmio de Diretor | Marielle Heller | Honrada   |
| Festival Internacional de Cinema de Chicago | 27 de outubro de 2024 | Prêmio Visionário | Marielle Heller | Honrada   |